# Jewelers Building
Il Jewelers Building è un edificio situato al 15–17 Wabash Avenue tra East Monroe e East Madison Streets nel quartiere Loop di Chicago. Fu costruito nel 1881/82 su progetto di Dankmar Adler e Louis Sullivan. È l'unico tra i primi lavori della Adler & Sullivan che sia ancora visibile nel Loop. È anche conosciuto come Iwan Ries Building e come Little Jewelers Building, per distinguerlo dall'edificio più grande situato al 35 East Wacker Drive, costruito nel 1925-27, denominato talvolta anch'esso Jewelers Building.
L'edificio è strutturato come un normale loft, ma la sua facciata si discosta fortemente da altri dello stesso tipo. Si distingue per l'ampia apertura del finestrone centrale, ottenuta con l'uso di montanti in ghisa anziché pilastri in muratura, e per gli ornamenti floreali stilizzati caratteristici di Sullivan.
L'edificio è stato inserito nel Registro Nazionale dei Luoghi Storici il 7 agosto 1974 e fa parte dei Chicago Landmark il 18 dicembre 1981. Si trova nel Jewelers Row District di Chicago.

## Galleria d'immagini

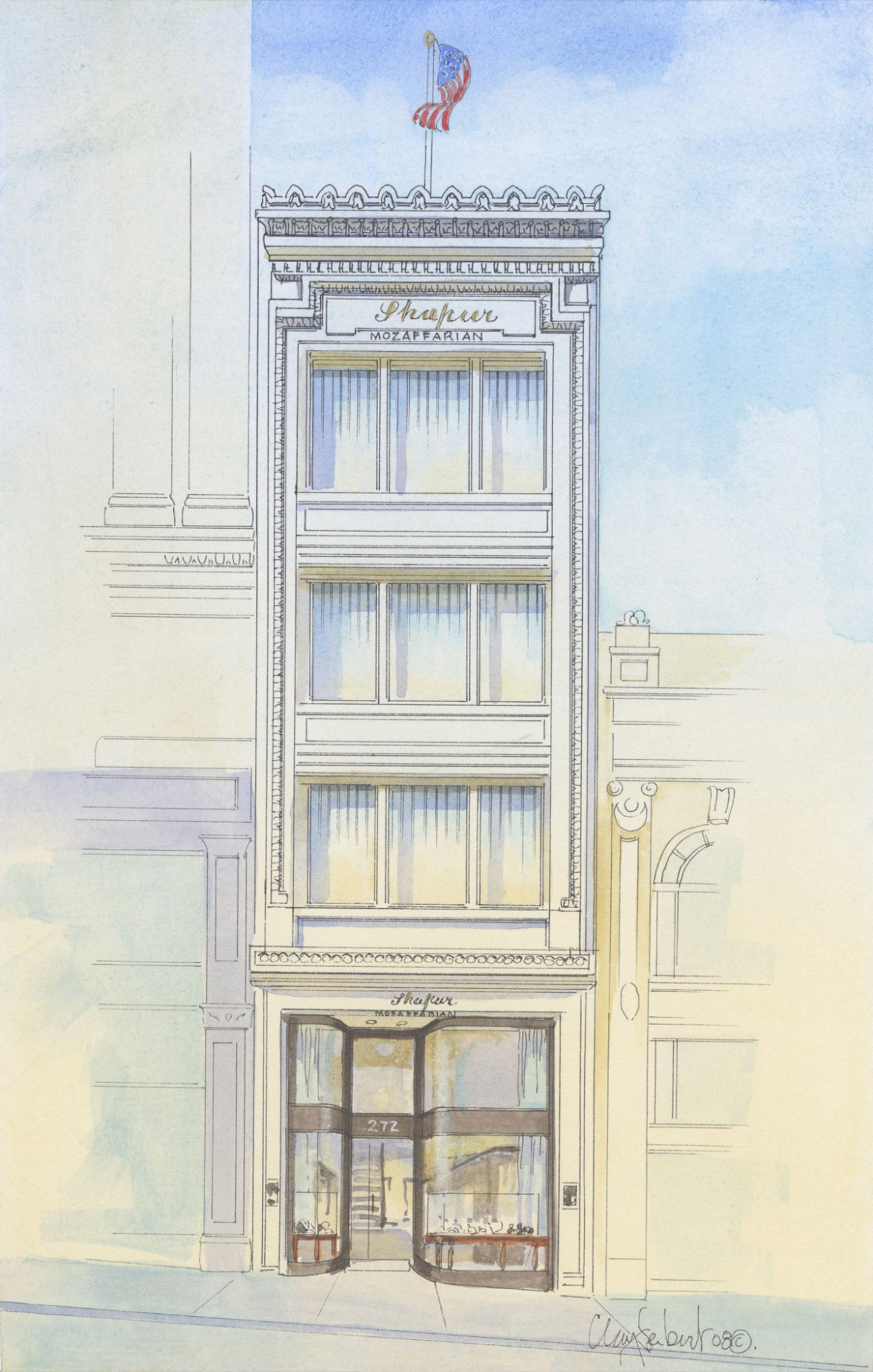
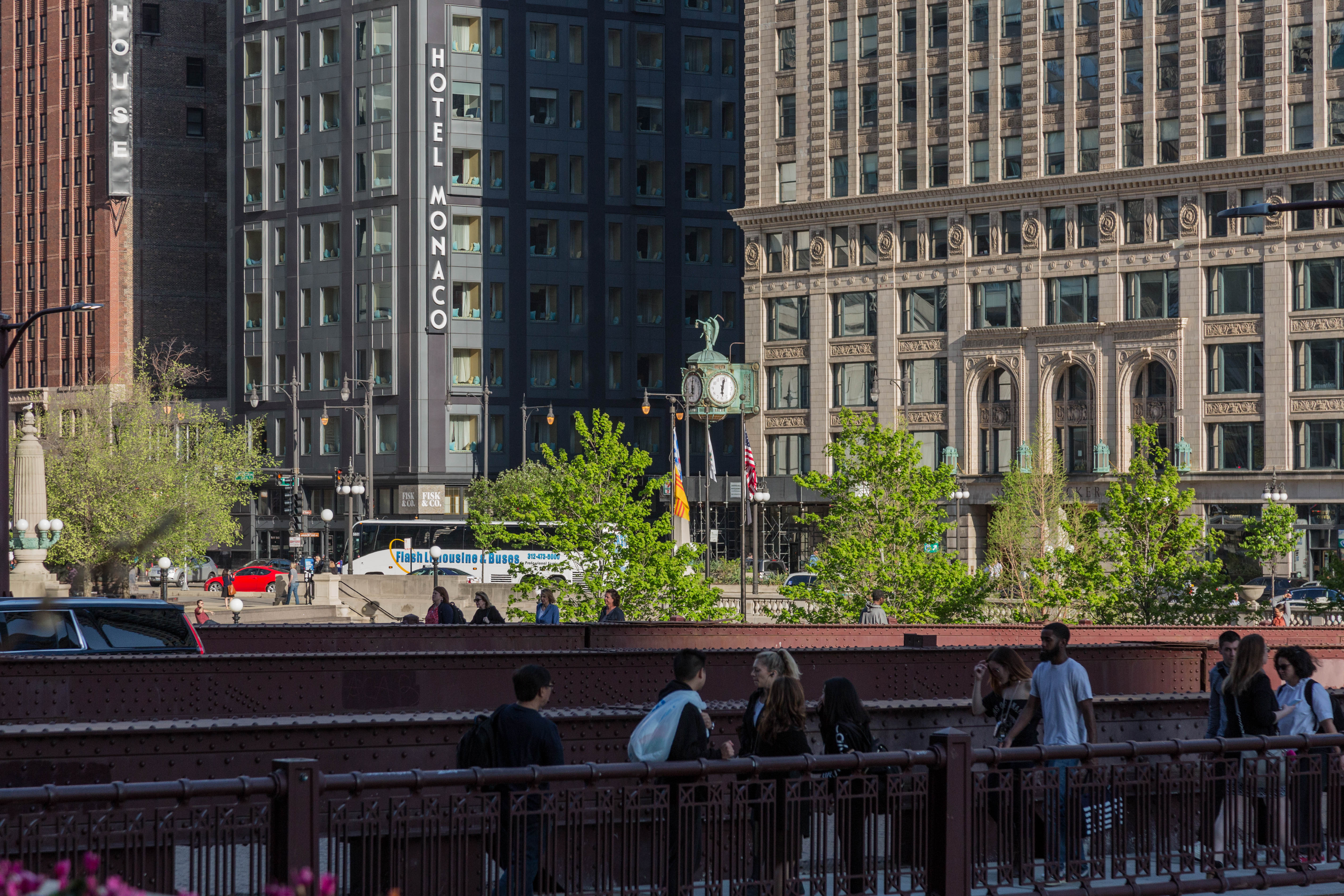
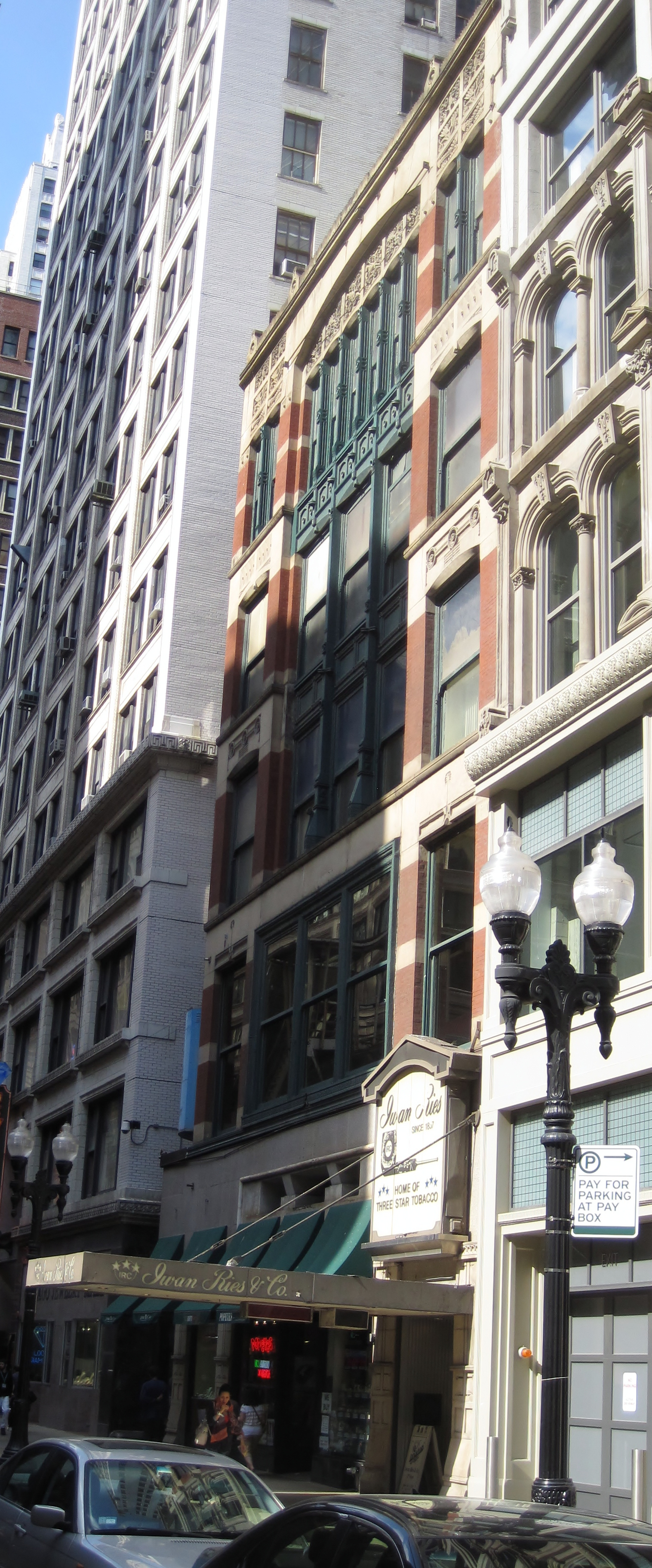
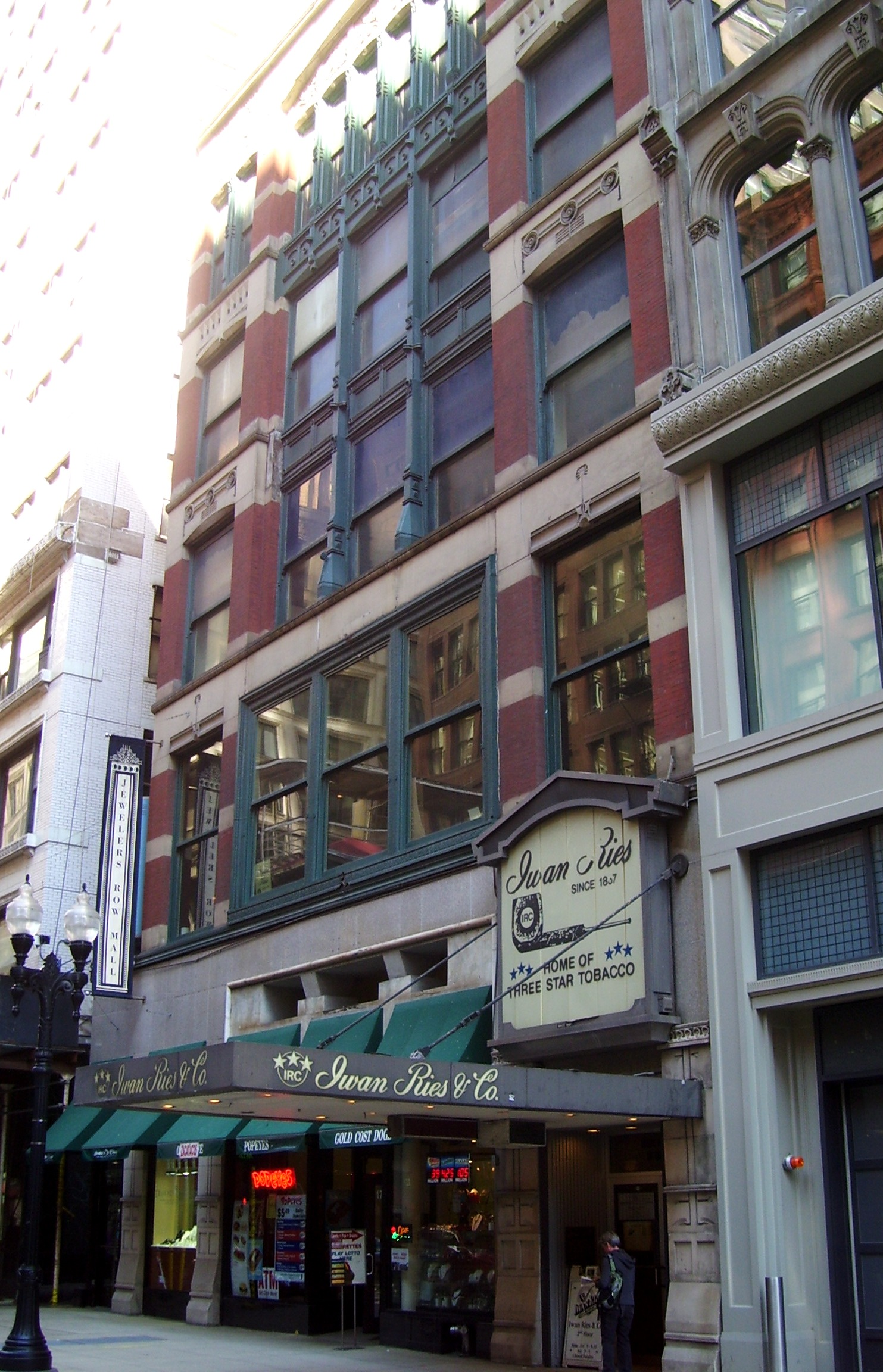
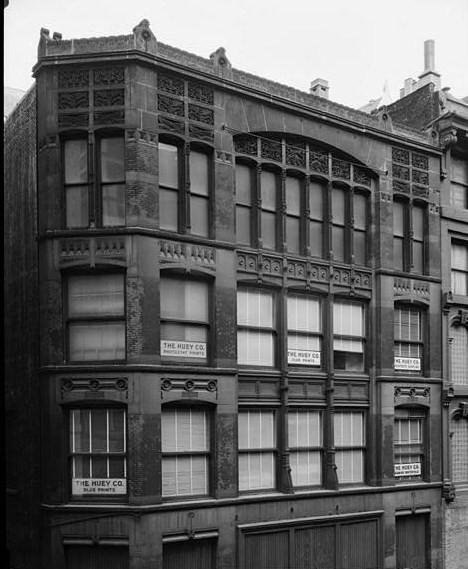
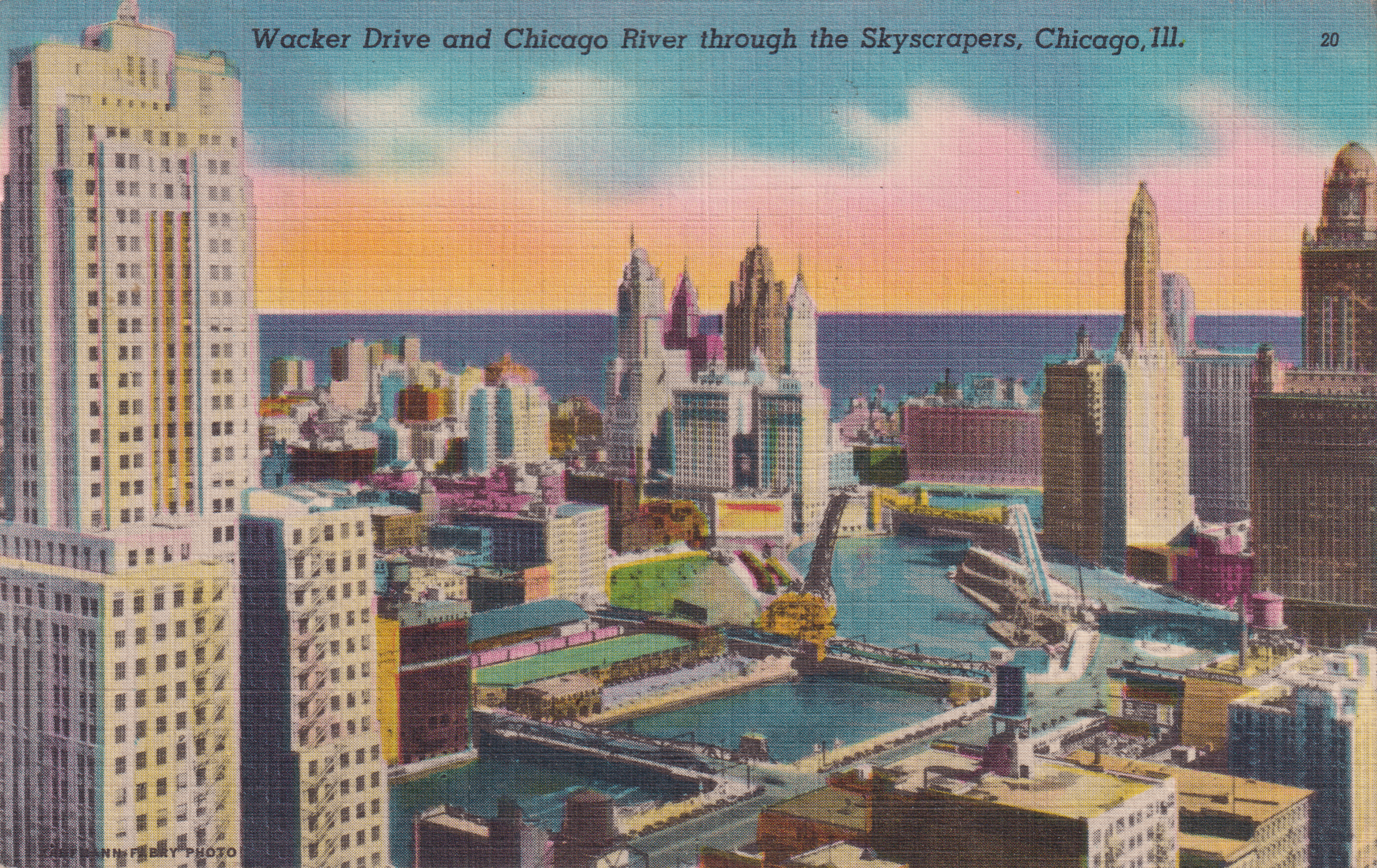